# Romann Berrux
Romann Berrux (ur. 13 sierpnia 2001 we Francji) – francuski aktor znany m.in. z roli Fergusa w serialu Outlander.

## Życiorys
W 2016 roku rozpoczął studia aktorskie pod kierunkiem Clarence'a Tokleya w BAW Teen Film Acting Workshop w Paryżu. Pierwszą pracę w zawodzie aktora podjął już w wieku pięciu lat.
Rola Fergusa w serialu Outlander była pierwszą anglojęzyczną rolą Berruxa.

## Filmografia
| Rok       | Tytuł                         | Rola           | Uwagi                                   |
| --------- | ----------------------------- | -------------- | --------------------------------------- |
| 2008      | Józefinka                     | Rémi           | Gościnnie, odcinek: "Le festin d'Alain" |
| 2008      | Miroir, mon beau miroir       | Ludo           |                                         |
| 2007      | Serce mężczyzny 2             | Gaston         |                                         |
| 2009      | Brigade Navarro               | Romain         | Odcinek: "Mascarade"                    |
| 2010      | Le juge est une femme         | Tom Blanchard  | Odcinek: "Les enfants de la lumière"    |
| 2010      | Kolonie letnie                | Jules          |                                         |
| 2010      | Medical Emergency             | Lucas          | Odcinek: "Eau et gaz à tous les étages" |
| 2011      | Le Bon samaritain             | Gaëtan Fauvet  |                                         |
| 2012      | Kirikou and the Men and Women | Kirikou        | Głos                                    |
| 2013-2014 | Détectives                    | Hugo Roche     | 16 odcinków                             |
| 2016-2017 | Outlander                     | Fergus Fraser  | Gościnnie, 12 odcinków                  |
| 2018-2019 | Jeux d'influence              | Damien Forrest |                                         |
| 2019      | Huguette                      | Rémi           |                                         |